# Chikara
A Chikara (às vezes referida como Chikara Pro) é uma federação estadunidense de wrestling profissional independente com base na Filadélfia, Pensilvânia.
Os seus principais eventos, realizados todos os anos são: King of Trios (anteriormente World Grand Prix) em fevereiro, Aniversario Weekend, em maio, Young Lions Cup, em junho e julho e por fim o Torneo Cibernetico no outubro.
A Chikara é fortemente baseada em personagens cômicos, assim como as suas storylines.

## Atuais campeões
| Campeonato             | Campeão (ões)      | Derrotando            | Data                  |
| ---------------------- | ------------------ | --------------------- | --------------------- |
| Campeonatos De Parejas | The Osirian Portal | The Super Smash Bros. | 19 de Outubro de 2008 |
| Young Lions Cup        | Jimmy Olsen        | Vin Gerard            | 25 de Janeiro de 2009 |